# Haplopelma lividum
Cyriopagopus lividus (Cobalt Blue Tarantula på engelska, översätts ordagrant till Koboltblå Fågelspindel) är en spindelart som beskrevs av Smith 1996. Cyriopagopus lividus ingår i släktet Cyriopagopus och familjen fågelspindlar.
Artens utbredningsområde är Myanmar. Inga underarter finns listade i Catalogue of Life.